# Facundo Firmapaz
Facundo Firmapaz (n. 28 noiembrie 2000, Godoy Cruz⁠(d), Provincia Mendoza, Argentina) este un sportiv ce a reprezentat Argentina. A participat la competiții asociate Jocurilor Olimpice în care a câștigat o medalie de bronz.

## Participări
Lista de mai jos prezintă principalele competiții la care a participat Facundo Firmapaz de-a lungul carierei.
- Anexo:Tiro en los Juegos Olímpicos de la Juventud de Buenos Aires 2018[*]